# Alex Cisak
Aleksander Cisak (ur. 19 maja 1989 w Krakowie) – australijski piłkarz pochodzenia polskiego występujący na pozycji bramkarza w York City, do którego jest wypożyczony z Burnley.

## Leicester City
W 2004 roku trafił do akademii Leicester City. W sezonie 2006/07 wspólnie z kolegami z zespołu wygrali rozgrywki Premier League dla młodych graczy. 5 maja 2007 roku Cisak podpisał profesjonalny kontrakt.

### Oxford United
25 września 2007 został wypożyczony do Oxford United. Niespełna miesiąc później powrócił do Leicester City z powodu braku występów w pierwszym zespole.

### Tamworth
10 stycznia 2008 roku Cisak przeniósł się do Tamworth, gdzie został do końca sezonu 2007/08.
Po powrocie z wypożyczenia, 8 czerwca 2009 roku przedłużył umowę na pół roku. Jednakże nie przekonał do siebie ówczesnego trenera Leicester. Nie dostał ponownego przedłużenia kontraktu.

## Accrington Stanley
W lipcu 2010 roku Cisak przeniósł się do Accrington Stanley, podpisał dwuletnią umowę. Zadebiutował w pucharze ligi angielskiej w meczu z Doncaster Rovers. Debiut w lidze nastąpił 23 października, Accrington Stanley grał z Hereford United. Cisak bronił bramki cały mecz. Australijczyk walczył o miejsce w bramce z Ianem Dunbavin. Od drugiej połowy sezonu, na stałe występował w pierwszym składzie. Stał się ulubieńcem kibiców. Po dobrych występach Accrington Stanley zaproponował mu przedłużenie umowy, ale nie skorzystał z tej opcji.

## Oldham Athletic
6 lipca 2011 roku, Alex Cisak podpisał dwuletnią umowę z Oldham Athletic. Miesiąc później zadebiutował z nowym zespole w meczu z Sheffield United. Cisak zadomowił się w pierwszym składzie. W trzeciej rundzie pucharu Anglii Oldham Athletic grał z Walsall, Cisak stał się bohaterem broniąc rzut karny w doliczonym czasie gry. Pod koniec marca 2012 roku doznał kontuzji barku w meczu z Leyton Orient. Pauzował miesiąc, trener zespołu Oldham bał się odnowienia kontuzji, dlatego drugi bramkarz zespołu bronił bramki do końca sezonu 2011/12. Cisak rozpoczął sezon 2012/13 w pierwszym składzie.

### Portsmouth
22 listopada 2012 roku został wypożyczony do Portsmouth. Jego debiut nastąpił w meczu z Coventry City, zakończył się remisem 1-1. Jednakże Cisak musiał wrócić jednym występie.
29 listopada 2012 roku wrócił z wypożyczenia, ponieważ bramkarz Oldham Athletic popełnił brutalny faul, dostał czerwoną kartkę, drużyna została z jednym bramkarzem dlatego Dickov sciągnął bramkarza z wypożyczenia. Oldham Athletic nie zdecydował przedłużyć kontraktu z Cisakiem.

## Burnley
13 czerwca 2013 roku podpisał kontrakt z Burnley, drużyny występującej na zapleczu Premier League. 24 sierpnia 2013 roku zadebiutował w meczu z Brighton & Hove Albion.

### York City
24 października 2014 roku został wypożyczony do York City, na okres jednego miesiąca. 25 października 2014 roku zadebiutował w meczu z Mansfield Town, zremisowanym 1-1. Jego wypożyczenie zostało przedłużone do 4 stycznia 2015 roku.

### Leyton Orient
31 stycznia 2015 roku został wypożyczony do Leyton Orient do 9 marca 2015 roku.